# 왕공 (전한)
왕공(王龔, ? ~ 3년)은 전한 말기의 유학자이자 관료로, 자는 자즉(子卽)이다.

## 행적
외조에 속하였다가 광록대부가 되었고, 유흠·방봉과 함께 시중(侍中)이 되었다. 또 유흠과 함께 경서의 교열을 관장하였다.
애제는 유흠의 상주를 받아들여 《좌씨춘추》를 근간으로 삼으려 하였는데, 유생들은 모두 반대하였다. 유흠은 다시 승상 공광에게 이야기하였으나 공광도 마찬가지였고, 오직 왕공과 방봉만 동조하였다. 대사공 사단은 유흠이 선대에 세운 규범을 해치려 하였다고 비방하였고, 결국 애제는 유흠 등을 외직으로 쫓아냈다. 이때 왕공은 홍농태수가 되었다.
원시 3년(3년), 여관이 평제의 외가 위씨(衛氏)를 장안에 들이려다가 발각되었다. 왕공 또한 여기에 연루되어 스스로 목숨을 끊었다.

## 출전
- 반고, 《한서》
  - 권19하 백관공경표 下
  - 권88 유림전